# Pseudocercospora escalloniae
Pseudocercospora escalloniae är en svampart som först beskrevs av Marchion., och fick sitt nu gällande namn av U. Braun & C.F. Hill 2008. Pseudocercospora escalloniae ingår i släktet Pseudocercospora och familjen Mycosphaerellaceae.   Inga underarter finns listade i Catalogue of Life.